# سلمون باريجا
سلمون باريجا (مواليد 20 يناير 2000) هو عداء مسافات طويلة إثيوبي متخصص في سباقات 5000 متر و10000 متر.

## وصلات خارجية
- سلمون باريجا على موقع الاتحاد الدولي لألعاب القوى (الإنجليزية)
- سلمون باريجا على موقع الدوري الماسي (الإنجليزية)
- سلمون باريجا على موقع اللجنة الأولمبية الدولية (الإنجليزية)
- سلمون باريجا على موقع أوليمبيديا (الإنجليزية)